# HIPO-korpset
Le HIPO-korpset était une force de police auxiliaire danoise créée en 1944 par la Gestapo quand la police danoise fut dissoute et que 20 % des policiers furent arrêtés le 19 septembre 1944 et déportés vers les camps de concentration nazis en Allemagne. La plupart de ses membres furent recrutés parmi les collaborateurs danois. Le mot HIPO est une abréviation du mot allemand Hilfspolizei.
Le but de l'HIPO était d'aider la Gestapo en tant que force de police auxiliaire. L'HIPO était organisé par, et d'une façon similaire à la Gestapo. Certains policiers portaient un uniforme pour être visibles et d'autres travaillaient de manière plus discrète en civil. L'uniforme était noir avec l'insigne de la police danoise. L'HIPO, tout comme la Gestapo, avait ses propres indicateurs. La différence majeure avec la Gestapo était que celle-ci opérait en pays occupé alors que l'HIPO-korpset était entièrement constitué de Danois travaillant pour l'occupant allemand.
Durant le dernier hiver de la guerre, les membres de l'HIPO se livrèrent à la torture et aux exécutions. En représailles et comme avertissement, l'HIPO terrorisa la population civile en faisant sauter des maisons, des usines et même les Jardins de Tivoli.
Le groupe Lorenzen, également connu comme la section 9c, était un groupe paramilitaire armé composé de Danois subordonnés à l'HIPO.
Après la guerre, avoir servi dans l'HIPO fut un crime de collaboration passible de la peine capitale. De deux à trois cents membres de l'HIPO furent poursuivis et seulement une douzaine furent exécutés entre 1946 et 1950. D'autres ont également été condamnés à mort mais leur condamnation fut réduite à des peines de prison ou à la libération conditionnelle. 

## Source
- (en) Cet article est partiellement ou en totalité issu de l’article de Wikipédia en anglais intitulé « HIPO Corps » (voir la liste des auteurs).